# 13-й танковый корпус (СССР)
13-й танковый корпус (13-й тк) — оперативное войсковое объединение в составе ВС СССР. Сформирован в 1942 году в Сталинграде.

## История формирования
13-й танковый корпус был сформирован в мае 1942 года, на основании Директивы НКО № 724986сс от 9 мая 1942 года и шифрограммы заместителя наркома обороны генерал-лейтенанта Федоренко № 152 от 10 мая 1942 года, в Сталинградском учебном автобронетанковом центре. Части корпуса дислоцировались в следующих пунктах: управление корпуса — город Сталинград, в районе завода «Красный Октябрь» (2-е ремесленное училище); 65-я танковая бригада — станция Разгуляевка; 85-я танковая бригада — город Сталинград, в районе Баррикады; 88-я танковая бригада — Сарепта.
К назначенному сроку формирования 30 мая 1942 года были сформированы только 85-я и 88-я танковые бригады, 65-я танковая бригада не получила танки КВ и поэтому не была сформирована, 20-я мотострелковая бригада не была укомплектована личным составом и вооружением, корпусные части также не успели сформироваться. 2 июня 1942 года корпус получил приказ убыть в распоряжение Юго-Западного фронта на станцию Купянск. В 8.00 корус в составе 85-й и 88-й танковых бригад начал погрузку в железнодорожные эшелоны, 65-я танковая и 20-я мотострелковая бригады остались доукомплектовываться личным составом и материальной частью.
Приказом НКО № 13 от 9 января 1943 года 13-й танковый корпус был преобразован в 4-й гвардейский механизированный корпус.

## Участие в боевых действиях
Период вхождения в действующую армию: 4 июня 1942 года — 9 января 1943 года.
Первые эшелоны корпуса прибыли на станцию Купянск 4 июня 1942 года, по мере выгрузки части направлялись в состав 28-й армии, в район сосредоточения: Ново-Александровка, Плоское, Екатериновка, Петриково, Приколотное для занятия противотанковой обороны. 11 июня корпус оставил подготовленный район обороны для уничтожения прорвавшейся группировки противника в районе совхоза Червоная Хвыля.
4 августа 1942 года в состав корпуса были включены: 38-я мотострелковая бригада, 6-я, 13-я и 6-я гвардейская танковые бригады. 6-я гвардейская танковая бригада прибыла в район станции Абганерово 4 августа и на следующий день вступила в бой поддерживая 126-ю стрелковую дивизию. Управление корпуса смогло прибыть в район действий только 6 августа. Вместо 6-й танковой бригады, которая не смогла прибыть к месту боевых действий, в состав корпуса была включена 254-я танковая бригада.

## Командование корпуса

### Командиры корпуса
- генерал-майор танковых войск Шуров Пётр Евдокимович (с 23.05.1942 по 01.07.1942)
- подполковник Жданов Владимир Иванович (с 20.05.1942 по 23.05.1942, с 01.07.1942 по 10.07.1942 и с 17.07.1942 по 21.07.1942), ВРИД
- полковник Бунтман-Дорошкевич Вениамин Александрович (с 10.07.1942 по 17.07.1942), ВРИД
- полковник, генерал-майор танковых войск Танасчишин Трофим Иванович (с 21.07.1942 по 09.01.1943)

### Военный комиссар корпуса
С конца 1942 года — заместитель командира корпуса по политической части:
- полковой комиссар, полковник Бичеров Александр Андреевич (с 20.5.1942 по 09.01.1943)

### Начальник штаба корпуса
- подполковник, полковник Жданов Владимир Иванович (с 19.05.1942 по 09.01.1943)
- подполковник Бабенко Иван Михайлович (с 01.7.1942 по 10.07.1942 и с 17.07.1942 по 21.07.1942), ВРИД

## Состав

### на май 1942 года
- управление корпуса (штат № 010/369);
- 65-я танковая бригада (штат № 010/345 — 011/352);
- 85-я танковая бригада (штат № 010/345 — 011/352);
- 88-я танковая бригада (штат № 010/345 — 011/352);
- 20-я мотострелковая бригада (штат № 010/370 — 010/380);
- 34-я отдельная инженерно-минная рота

### на 22 июля 1942 года
- 163-я танковая бригада
- 166-я танковая бригада
- 169-я танковая бригада
- 20-я мотострелковая бригада

### на 4 августа 1942 года
- 6-я гвардейская танковая бригада
- 13-я танковая бригада
- 254-я танковая бригада
- 38-я мотострелковая бригада

### на сентябрь 1942 года
- 13-я танковая бригада
- 39-я танковая бригада
- 56-я танковая бригада
- 38-я мотострелковая бригада

### на октябрь 1942 года
Перед проведением операции «Уран» корпус был переведён в штат механизированного:
- 17-я механизированная бригада
  - 176-й танковый полк
- 61-я механизированная бригада
  - 44-й танковый полк
- 62-я механизированная бригада
  - 163-й танковый полк
- 35-й танковый полк
- 166-й танковый полк
- 398-й зенитно-артиллерийский полк
- 565-й истребительно-противотанковый артиллерийский полк
- 348-й отдельный гвардейский миномётный дивизион (М-13)
- 214-й отдельный сапёрный батальон
- отдельный разведывательный батальон
- 34-я отдельная инженерно-минная рота
- 84-я полевая ремонтная база

## Подчинение
| 01.06.1942 года | Сталинградский военный округ |                    |
| 01.07.1942 года | Юго-Западный фронт           | 21-я армия         |
| 01.08.1942 года | Сталинградский фронт         | 1-я танковая армия |
| 01.09.1942 года | Юго-Восточный фронт          | 64-я армия         |
| 01.10.1942 года | Сталинградский фронт         | 64-я армия         |
| 01.11.1942 года | Сталинградский фронт         |                    |
| 01.12.1942 года | Сталинградский фронт         | 57-я армия         |
| 01.01.1943 года | Южный фронт                  | 51-я армия         |